# Autobahn Schali–Bawly
Die Autobahn Schali–Bawly (russisch Автомагистраль Шали–Бавлы) ist eine teils fertiggestellte mautpflichtige Autobahn in der russischen Republik Tatarstan. Von der rund 299 km langen Strecke ist derzeit der rund 197 km lange Abschnitt zwischen Schali und Almetjewsk in Betrieb. Weitere 102 km zwischen Almetjewsk und Bawly sind in Planung. Die Erhebung der Mautgebühren erfolgt über das Free-Flow-Mautsystem.

## Geschichte
Bereits Ende der 1980er Jahre wurde der Bau einer Brücke über den Fluss Kama geplant. Sie sollte die Stadt Kasan mit dem Süden Tatarstans verbinden, der bis dahin nur mit der Fähre zu erreichen war. Der Bau der Brücke über die Kama zwischen Sorotschi Gory und Alexejewskoje begann 1989, wurde aber 1991 vorerst eingestellt. Während des Baustopps wurden Pläne entwickelt, die Straße nach Bawly als Autobahn zu verlängern, um in ferner Zukunft die Autobahn über Orenburg bis zur russisch-kasachischen Grenze bei Sagartschin zu verlängern und Tatarstan an den Westeuropa-Westchina-Verkehrskorridor aus wirtschaftlicher Interesse anzuschließen. Die Bauarbeiten wurden 1998 wieder aufgenommen. 2002 wurde die Brücke mit einer Fahrspur pro Richtung fertiggestellt. 2016 erfolgte die Erweiterung auf zwei Fahrspuren pro Richtung und die Eröffnung der zweiten Brücke. Der weitere Ausbau der Straße von Sorochi Gory zur Fernstraße M7 Wolga nach Schali wurde 2010 fertiggestellt. Der Bau der Autobahn zwischen Alexejewskoje und Almetjewsk begann im Jahr 2005. Finanziert wurde dieser Abschnitt von dem Privatinvestor Fuat Komarow, Eigentümer des Öl- und Gasunternehmens SMP-Neftegaz aus Almetjewsk und ehemaliger Abgeordneter der Staatsduma von 2007 bis 2011. Es handelt sich dabei um eine der ersten Straßen in Russland, die ausschließlich von einem privaten Investor finanziert wurde. Der Bau des Abschnitts verzögerte sich jedoch sehr oft, da einerseits die Finanzierungskosten oft stiegen, das Budget knapp war und andererseits die Republik Tatarstan nicht über die finanziellen Mittel verfügte, um die Straße vollständig zu investieren und auf föderale Mittel angewiesen war. Dies hatte zur Folge, dass der Bau des Abschnitts nur langsam vorankam und nur die Erdarbeiten abgeschlossen werden konnten. Nachdem der russische Vize-Ministerpräsident für Bauwesen und Regionalentwicklung, Marat Chusnullin, bis Ende 2021 föderale Mittel für den Bau der Autobahn in öffentlich-privater Partnerschaft zugesagt hatte, konnte das zu SMP-Neftegaz gehörende Straßenbauunternehmen AO Awtostrada mit der Republik Tatarstan einen Konzessionsvertrag mit einer Laufzeit von 99 Jahren unterzeichnen. AO Awtostrada soll Betreiber der Abschnitte Schali–Sorotschi Gory und Alexejewskoje–Almetjewsk werden. Der Abschnitt Sorotschi Gory–Alexejewskoje wird von Rosawtodor betrieben, da in diesem Abschnitt die föderale Fernstraße R239 verläuft. Am 26. Dezember 2024 wurde der Abschnitt Alexejewskoje–Almetjewsk offiziell für den Verkehr freigegeben. Wann mit dem Bau des Abschnitts Almetjewsk–Bawly begonnen und wie dieser finanziert werden soll, steht noch nicht fest.

## Frühere Planungen
Früher war geplant, die Autobahn von Sankt Petersburg direkt über Wologda, Kasan und Orenburg bis zur kasachischen Grenze zu bauen. Sie sollte den gesamten Westeuropa-Westchina-Verkehrskorridor in Russland bilden und war im föderalen Verkehrswegeplan von 2010 bis 2015 vorgesehen. Der Abschnitt zwischen Sankt Petersburg und Kasan wurde jedoch vor einigen Jahren aufgegeben, da die Autobahn M11 zwischen Moskau und Sankt Petersburg sowie die Schnellstraße M12 zwischen Moskau und Kasan gebaut wurde um die föderalen Fernstraßen M7 Wolga und M10 Rossija zu entlasten. Zudem wurde der Verlauf des Westeuropa-Westchina-Verkehrskorridor auf föderaler Ebene geändert, so dass der Bau und die Anbindung des Verkehrskorridors an Tatarstan an Bedeutung verloren hat. Aus diesem Grund ist es wahrscheinlich, dass die Autobahn nicht wie ursprünglich geplant über Abdulino und Orenburg bis nach Sagartschin an der russisch-kasachischen Grenze, sondern nur bis nach Bawly gebaut wird.

## Galerie

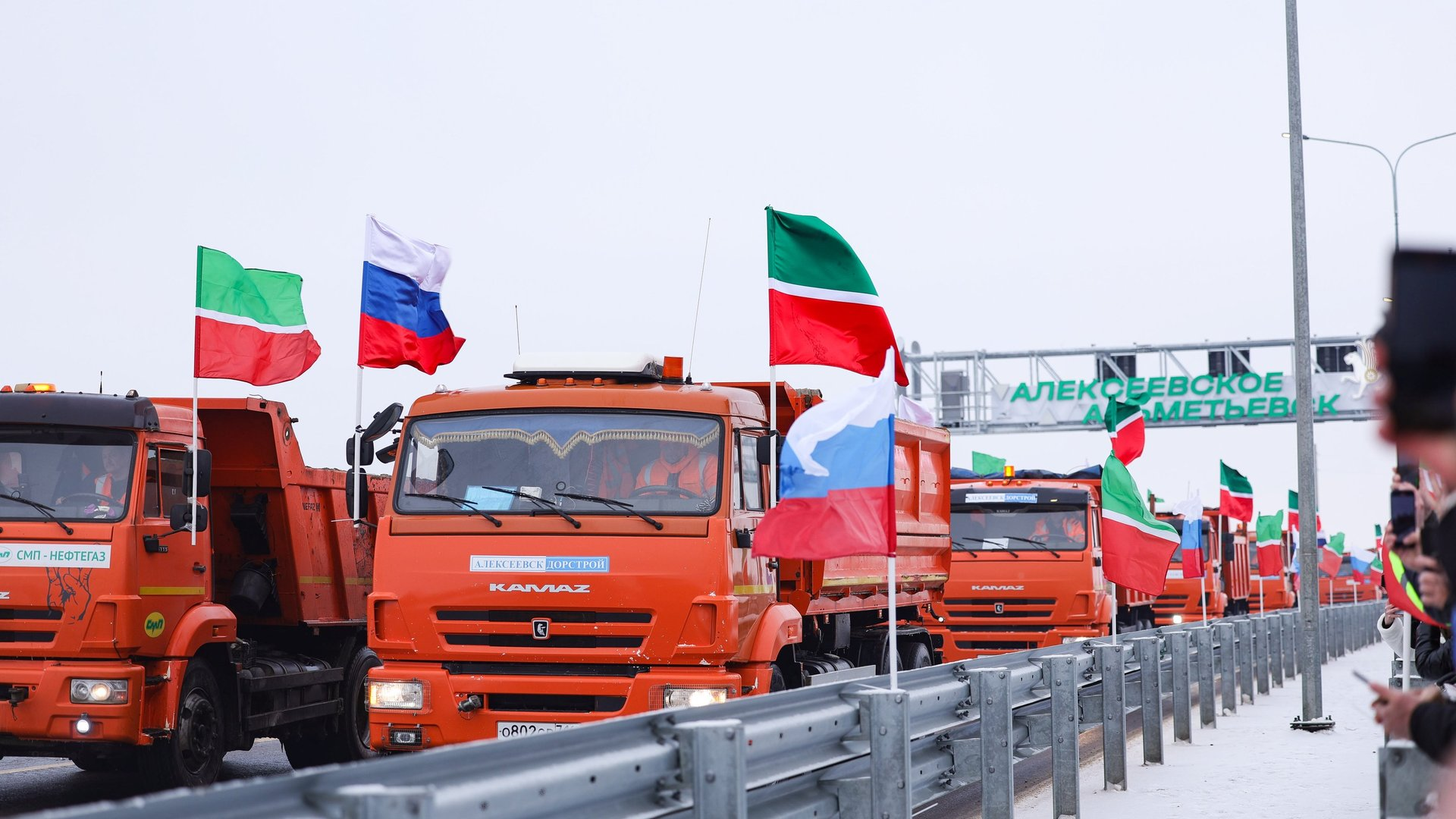
Eröffnung des Abschnitts Alexejewskoje-Almetjewsk am 26. Dezember 2024
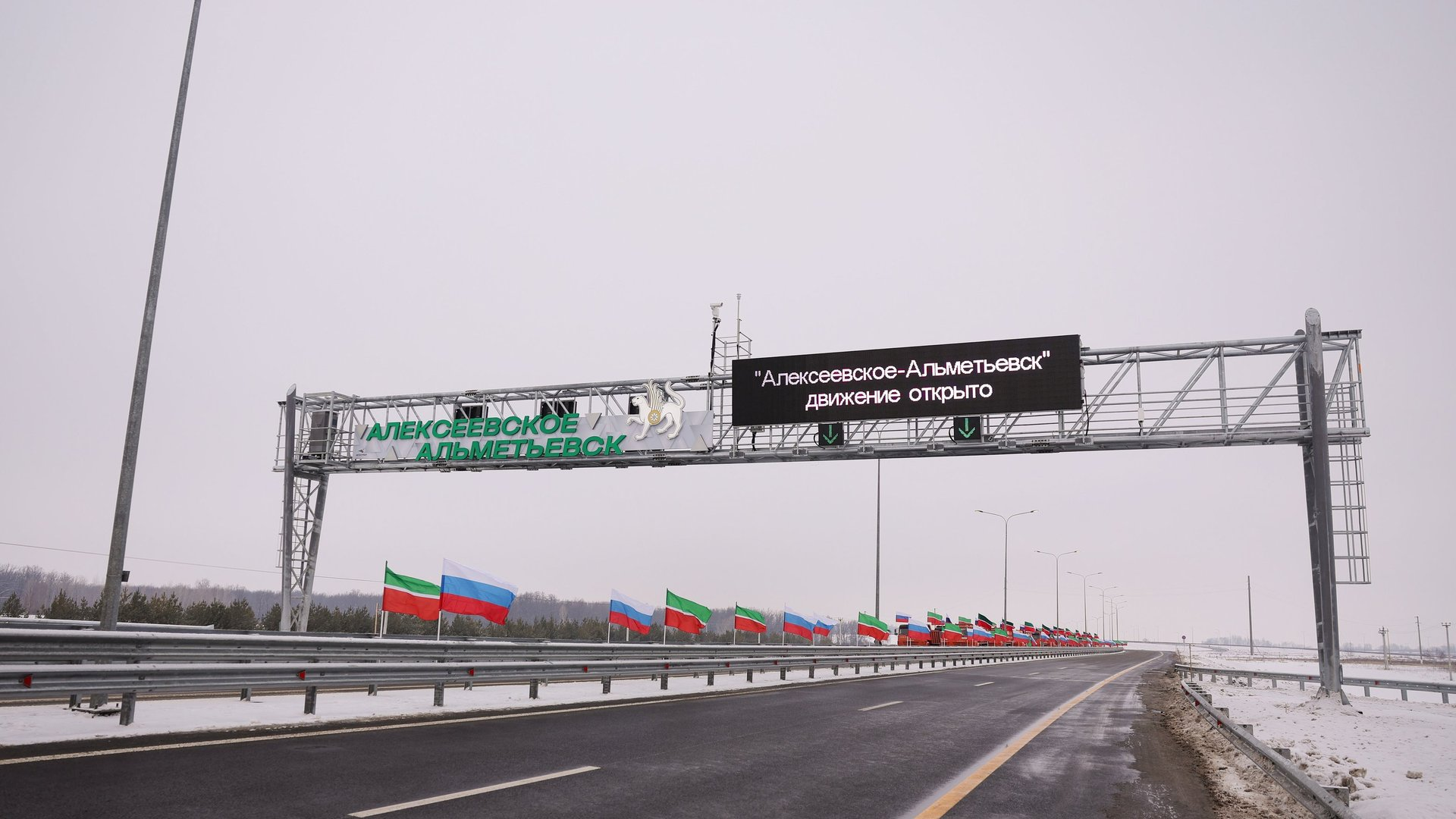
Die Autobahn in Alexejewskoje (Dezember 2024)